# The Nut Job 2: Nutty by Nature
The Nut Job 2: Nutty by Nature (bra: O Que Será de Nozes 2) é um filme de comédia em 3D animado por computador de 2017 americano-canadense-sul-coreano dirigido pelo diretor de Escape from Planet Earth, Cal Brunker e escrito por Brunker, Bob Barlen e Scott Bindley. Uma sequência de The Nut Job (2014).

## Sinopse
Para o esquilo Surly (Will Arnett) e seus amigos animais Buddy (Tom Kenny), Andie (Katherine Heigl) e Precious (Maya Rudolph), a vida despreocupada acabou quando sua amada loja de nozes explodiu. De repente, os animais estão desabrigados, têm que voltar para o parque da cidade e laboriosamente coletar sua comida eles mesmos. Mas isso é mais fácil dizer do que fazer, porque o ganancioso prefeito de Oaktown (Bobby Moynihan) também decidiu transformar o parque em um parque de diversões que supostamente levaria muitas cinzas para os cofres da cidade. Mas ele fez as contas sem Surly e Cia.! O esquilo esperto mobiliza todos os seus amigos para sabotar as obras e salvar o parque da cidade.

## Recepção
No site do agregador de resenhas Rotten Tomatoes, o filme tem uma avaliação de 14% com base em 63 resenhas e uma avaliação média de 3,95 / 10. O consenso crítico do site diz: "The Nut Job 2: Nutty by Nature pode ser uma pequena melhoria em relação ao seu antecessor, mas suas travessuras animadas frenéticas ainda oferecem entretenimento mínimo para todos, exceto para os espectadores menos exigentes."